# Fjällmossen östgötadelen
Fjällmossen östgötadelen este o arie protejată (arie specială de conservare — SAC, sit de importanță comunitară — SCI, arie de protecție specială avifaunistică — SPA) din Suedia întinsă pe o suprafață de 463,5 ha, integral pe uscat.

## Localizare
Centrul sitului Fjällmossen östgötadelen este situat la coordonatele 58°41′36″N 16°31′48″E / 58.6934°N 16.5301°E.

## Înființare
Situl Fjällmossen östgötadelen a fost declarat sit de importanță comunitară în ianuarie 1997 pentru a proteja 15 specii de animale. Alte tipuri de protecție:
- arie de protecție specială avifaunistică (în iulie 2000)[2]
- arie specială de conservare (în martie 2011)[1][3][4]

## Biodiversitate
Situată în ecoregiunea boreală, aria protejată conține 5 habitate naturale: Taiga vestică, Mlaștini turboase de tranziție și turbării mișcătoare, Mlaștini împădurite, Turbării active, Lacuri și iazuri distrofice naturale.
La baza desemnării sitului se află mai multe specii protejate de  păsări (15): minunița (Aegolius funereus), cocoșul de mesteacăn (Bonasa bonasia), caprimulg (Caprimulgus europaeus), porumbel de scorbură (Columba oenas), ciocănitoare neagră (Dryocopus martius), ciuvică (Glaucidium passerinum), cocor (Grus grus), sfrâncioc roșiatic (Lanius collurio), ciocârlie de pădure (Lullula arborea), culic mare (Numenius arquata), vultur pescar (Pandion haliaetus), viespar (Pernis apivorus), cocoșul de mesteacăn (Tetrao tetrix tetrix),  cocoș de munte (Tetrao urogallus), fluierar de mlaștină (Tringa glareola).